# Dziewczyna znad morza
Dziewczyna znad morza (jap. うみべの女の子 Umibe no onnanoko) – manga autorstwa Inio Asano, publikowana na łamach magazynu „Manga Erotics F” wydawnictwa Ohta Publishing od lipca 2009 do stycznia 2013. Polski przekład ukazał się nakładem wydawnictwa Kotori.
Na podstawie mangi powstał film live action, którego premiera odbyła się w sierpniu 2021.

## Fabuła
W małym nadmorskim miasteczku, gdzie nigdy nic się nie dzieje, dwójka nastolatków Keisuke Isobe i Koume Sato wiedzie nudne i monotonne życie. Jednak kiedy chłopak, w którym zakochana jest Koume, łamie jej serce, relacja głównych bohaterów przybiera niezwykły obrót. Dziewczyna rozpoczyna „przyjaźń z korzyściami” z Keisuke, którego wcześniej odrzuciła, próbując znaleźć ukojenie i wypełnić emocjonalną pustkę w swoim życiu. Niemniej jednak utrzymanie takiej relacji staje się problematyczne, gdy na jaw zaczynają wychodzić prawdziwe uczucia, co odbija się zarówno na nich samych, jak i na ich otoczeniu.

## Produkcja
Kiedy Asano zaczynał pracę w branży mangowej, postrzegał seksualność jako normalną część życia, więc wykorzystywał ją do przedstawiania rzeczywistości w swoich pracach. Miał poczucie, że stworzył Dziewczynę znad morza we właściwym czasie, ponieważ później znalazł się w niesprzyjającym środowisku w Japonii, a czytelnicy mangi nie oczekiwali scen seksualnych w mangach, które nie są wyraźnie oznaczone jako erotyczne lub pornograficzne. Shaenon K. Garrity z Anime News Network uważała, że pokazanie włosów łonowych w mandze było „znakiem zmieniających się czasów w japońskich wydawnictwach”, ponieważ kiedyś były one tematem tabu.

## Manga
Seria ukazywała się w magazynie „Manga Erotics F” od 7 lipca 2009 do 7 stycznia 2013. Wydawnictwo Ohta Publishing zebrało jej 20 rozdziałów w dwóch tankōbonach, wydanych 17 marca 2011 i 21 lutego 2013.
W Polsce manga została wydana przez wydawnictwo Kotori.
| Nr | Język japoński | Język japoński         | Język polski | Język polski           |
| Nr | Data wydania   | ISBN                   | Data wydania | ISBN                   |
| -- | -------------- | ---------------------- | ------------ | ---------------------- |
| 1  | 17 marca 2011  | ISBN 978-4-7783-2138-3 | maj 2018     | ISBN 978-83-65722-89-8 |
| 2  | 21 lutego 2013 | ISBN 978-4-7783-2187-1 | lipiec 2018  | ISBN 978-83-65722-90-4 |

## Film live action
Adaptacja w formie filmu live action została wydana 20 sierpnia 2021. Za reżyserię i scenariusz odpowiadał Atsushi Ueda, natomiast muzykę skomponował Katsuhiko Maeda. W filmie wystąpili Ruka Ishikawa jako Koume Sato i Yuzu Aoki jako Keisuke Isobe.

## Odbiór

### Manga
Rebecca Silverman z Anime News Network stwierdziła, że manga przedstawia realistyczne relacje między nastolatkami, a Asano traktuje bohaterów z szacunkiem, mówiąc, że „nie stroni od kwestii emocjonalnych”, podsumowując, że manga pozostaje w pamięci po jej przeczytaniu. Gabe Peralta z The Fandom Post powiedział, że manga „to emocjonalna podróż o emocjonalnie załamanych dzieciach”, której towarzyszy „piękna grafika”. Amanda Vail z Otaku USA pochwaliła kreskę Asano, nazywając ją wspaniałą i szczegółową, dodając, że jej kontrast z relacją Koume i Keisuke tworzy „przejmującą, niemal bolesną melancholię”. Ash Brown z Manga Bookshelf nazwał przedstawienia nastoletniego seksu w mandze „bezpośrednimi”, ale „nieodłącznymi dla fabuły”, ponieważ „niosą ze sobą znaczenie wykraczające poza podniecenie”. Nazwał również mangę „brutalnie niepokojącą i mocną”, podsumowując, że jej tematy samotności i izolacji są podkreślane przez „szczegółowe tła, dramatyczne perspektywy, układ i wykorzystanie przestrzeni”. Shea Hennum z The A.V. Club pochwalił sposób pisania za zdolność do subtelnego oddania skomplikowanych relacji”, mówiąc, że zamiast popadać w nihilizm, Asano utrzymuje równowagę między melancholią a idealizmem. Hennum podsumował, że manga jest „podbudowana wnikliwą obserwacją ludzkich emocji przez Asano oraz jego konfrontacyjnym i pięknym ich przedstawieniem”. Sean Rogers z The Globe and Mail porównał mangę do filmów Moja siostra i Dzieciaki pod względem tego, jak „otwarcie i szczerze traktuje seksualność swoich młodych bohaterów”, nazywając podejście Asano „surowym i stanowczym, ale nigdy nie obscenicznym”. Nazwał także związek bohaterów „intensywnym” i pochwalił ilustracje za „siłę wyrazu”.
W 2016 roku manga była częścią Sélection Officielle na Międzynarodowym Festiwalu Komiksu w Angoulême.

### Film
James Hadfield z The Japan Times uznał, że filmowa adaptacja w niekreatywny sposób wykorzystała materiał źródłowy jako scenorys, tracąc emocje i atmosferę oryginału. Hadfield stwierdził również, że sceny między głównymi bohaterami były nieprzekonujące, podsumowując, że film „nigdy nie podejmuje wyzwania związanego z jego ryzykowną tematyką”.